# Heinrich Brüning
Heinrich Aloysius Maria Elisabeth Brüning, có thể gọi ngắn gọn là Heinrich Brüning (26 tháng 11 năm 1885 - 30 tháng 3 năm 1970) là một chính trị gia và nhà hoạt động của Đảng Công nhân Đức Quốc gia Xã hội chủ nghĩa, từng là thủ tướng của Đức trong Cộng hòa Weimar từ năm 1930 đến năm 1932.

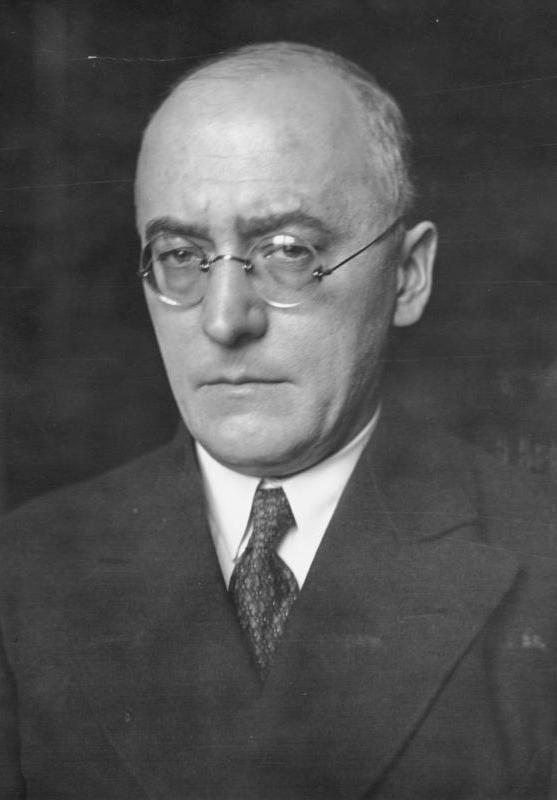
Chân dung Bruning

Ông là một nhà khoa học chính trị và một nhà hoạt động xã hội Kitô giáo có bằng tiến sĩ liên quan đến việc quốc hữu hóa hệ thống đường sắt Anh quốc, ông bước vào chính trị trong những năm 1920 và được bầu vào Reichstag năm 1924. Ngay sau khi Brüning lên nắm quyền làm hiệu trưởng vào ngày 30 tháng 3 năm 1930, Một cuộc khủng hoảng kinh tế do cuộc Đại khủng hoảng. Brüning trả lời với việc thắt chặt tín dụng tăng lương. Những chính sách này làm gia tăng tỷ lệ thất nghiệp và làm Brüning trở nên không được trọng dụng và làm mất đi sự ủng hộ của ông ở Reichstag. Kết quả là Brüning đã thành lập một chính phủ tổng thống, dựa trên quyền lực của chính phủ đối với các nghị định khẩn cấp của tổng thống đề cập đến các quyền hạn hiến pháp của Tổng thống Paul von Hindenburg. Brüning tuyên bố từ chức của ông nội vào ngày 30 tháng 5 năm 1932, sau khi chính sách phân phối đất đai cho người lao động thất nghiệp đã khiến ông gặp xung đột với Chủ tịch và chủ sở hữu đất Phổ, và Tổng thống đã từ chối ký các sắc lệnh khác.